# 阳春秋海棠
阳春秋海棠（学名：Begonia coptidifolia），一种于中国广东省阳春市鹅凰嶂地区发现的草本植物，隶属于秋海棠科秋海棠属，属于中国国家二级重点保护野生植物。

## 形态特征
阳春秋海棠具有直立纤细的根状茎。叶基生和茎生，托叶宿存，三角形，边缘全缘，先端长骤尖；叶柄疏生具小刚毛；叶片卵形到近圆形，近对称，疏生具小刚毛，掌状脉，基部心形，边缘具牙齿；小裂片披针形狭椭圆形。花序无毛；苞片狭三角形，先端锐尖。雄花花被片4，白色，无毛；花药倒卵球形。雌花具有淡带粉红色的花梗；花被片5，白色，无毛，不相等；子房无毛，2室；中轴胎座，2裂片；花柱2，在基部愈合；柱头2半裂，螺旋形。蒴果有节，不相等具3翅；背翅舌状或者镰刀形，先端圆形。花期7-9月，果期10-12月。